# 조명남 (성우)
조명남(趙明男, 1943년 6월 14일 ~ )은 대한민국의 성우 겸 배우이다.

## 데뷔
- 1963년 연극배우 첫 데뷔한 뒤 이듬해 1964년 DBS 동아방송 공채 2기 성우(지금은 KBS 한국방송공사 공채 7기로 분류)로 데뷔하였다. 한국방송 성우극회 소속이다.

## 학력
- 한국외국어대학교 영어학과 학사
- 중앙대학교 신문방송대학원 언론학 석사

## 주요 출연작

### 애니메이션 시리즈
- 떠돌이 까치 (KBS) - 설대포(아버지)

### 광고
- 일동제약 (아로나민골드)
- 대신증권
- LG생활건강 (수퍼타이)
- 삼양식품 (삼양금탑라면) (삼양양조간장)
- 유한양행 (게브랄티)
- 한독 (엣센샬포르테)
- 현대약품 (리나치올)
- 서울우유
- 롯데푸드 (롯데햄,로스팜)
- 롯데칠성음료 (델몬트쥬스)
- 보령제약 (겔포스) (샤론시프)
- LG상사
- 쌍방울 (리,트라이)
- 공익광고협의회 (한배를 탄 사람들, 내일의 당신, 차선, 선진조국의 창조, 우리모두가 주인입니다편, 저축편, 한민족 한핏줄, 대도약의 나라, 선진조국의 창조, 무형과 재산, 친절편, 불조심편, 종이한장이 바로 외화, 계란차편, 85년 신년물편, 자린고비 이야기, 86년 신년물편, 미꾸라지편, 민족영광편, 1000억불 시대, 기수단, 안전벨트편, 건강한 사회, 금메달, 송율궁군편, 도미노편, 이기심편 등)
- GC녹십자 (제놀)
- 동성제약
- 태광에로이카
- 아모레퍼시픽 (쉬크울트라) (쾌남골드)
- 두산삼분밀
- LG전자 (캐논카메라 오토보이3) (슈퍼미라클)
- 대도제약 (용심)
- 동화약품
- 위니아대우 (콤포넌트 마제스타)
- SKC
- 광동제약 (썬키스트 훼미리쥬스)
- 동아제약
- LG그룹
- OB 맥주
- 기아자동차 (콩코드)
- 종근당
- 대상 (미원) (감치미)
- 삼아제약
- 프로스펙스

### 지역광고
- 금복주 (드라이진 빅벤) - 대구

### 영화
- 1977년 《괴짜 만세》
- 1986년 《가슴을 펴라》

### TV 드라마
- 1981년 MBC 드라마 《제1공화국》 - 김봉수 역, 권순영 역
- 1983년 MBC 드라마 《인간의 문》
- 1984년 MBC 드라마 《조선총독부》
- 1988년 MBC 드라마 《전원일기》 ... (단역)
- 1988년 MBC 드라마 《마지막 우상》
- 1989년 MBC 드라마 《거인》
- 1990년 KBS 드라마 《지구인》
- 1990년 KBS 드라마 《여명의 그날》 - 박찬익 역
- 1990년 KBS 드라마 《검생이의 달》
- 1991년 KBS 드라마 《도둑의 아내》
- 1993년 KBS 드라마 《먼동》 - 이토 히로부미 역
- 1995년 KBS 드라마 《찬란한 여명》 - 하여장 역
- 1995년 MBC 드라마 《제4공화국》 - 강창성 역
- 1996년 SBS 드라마 《임꺽정》 - 심정 역
- 1997년 KBS 드라마 《대추나무 사랑걸렸네》 - (단역)
- 2000년 SBS 시트콤 《웬만해선 그들을 막을 수 없다》 - 배종옥의 형부 역
- 2001년 MBC 드라마 《상도》 - 윤정호 역
- 2002년 SBS 시트콤 《똑바로 살아라》 - 남기남 감독 역
- 2003년 MBC 드라마 《대장금》 - 前 호조판서 역
- 2006년 SBS 주말특별기획드라마 《사랑과 야망》
- 2006년 MBC 드라마 《도로시를 찾아라》
- 2007년 MBC 드라마 《아현동 마님》
- 2009년 KBS 드라마 《천추태후》 - 고려 태조 왕건 역으로 특별출연